# Tylomantis armillata
Tylomantis armillata är en bönsyrseart som beskrevs av Max Beier 1966. Tylomantis armillata ingår i släktet Tylomantis och familjen Iridopterygidae. Inga underarter finns listade i Catalogue of Life.